# 11710 Nataliehale
11710 Nataliehale è un asteroide della fascia principale. Scoperto nel 1998, presenta un'orbita caratterizzata da un semiasse maggiore pari a 2,4362813 UA e da un'eccentricità di 0,0757309, inclinata di 3,18098° rispetto all'eclittica.